# Neue Artillerie-Kaserne (Darmstadt)
Die neue Artillerie-Kaserne (auch: Hutier-Kaserne) ist ein Bauwerk in Darmstadt.

## Architektur und Geschichte
Die neue Artillerie-Kaserne ist Teil eines um das Jahr 1900 errichteten Wilhelminischen Kasernenkomplexes.
Die Anlage besteht aus fünf ehemaligen Mannschafts- und Wohngebäuden sowie dem Kasino mit Innenhof und die das Kasernengeviert umgebende Einfriedung.                      
Das Kasinogebäude ist ein Klinkerbau.
Die anderen Gebäude wurden in Putz-Sandstein ausgeführt.
Die zwei- und dreigeschossigen Bauwerke besitzen schiefergedeckte Dächer mit Turmausbildungen und kleinen Zwillings-Schleppgauben.

## Denkmalschutz
Aus architektonischen und stadtgeschichtlichen Gründen ist die neue Artillerie-Kaserne ein Kulturdenkmal.

## Neue Artillerie-Kaserne heute
Seit dem Jahr 1948 beherbergt die neue Artillerie-Kaserne die Bauverwaltung der Stadt Darmstadt.